# Safiya Al Sayegh
Safiya Al Sayegh (arabisch صفية الصايغ, DMG Ṣafiyya aṣ-Ṣāyiġ; * 23. September 2001) ist eine Radrennfahrerin aus den Vereinigten Arabischen Emiraten (UAE).

## Sportlicher Werdegang
Im Alter von 14 Jahren begann Safiya Al Sayegh mit dem Radsport, zuvor betrieb sie Schwimmsport, Gymnastik und Leichtathletik. Sie trainierte gemeinsam mit ihrem Vater auf kurzen Strecken in der Nähe ihres Hauses. Als sie von der Gründung einer Mädchen-Nationalmannschaft im Radsport hörte, bat sie ihren Vater, beitreten zu dürfen. Zunächst war er dagegen, weil er um ihre schulischen Leistungen fürchtete. Später startete sie für das Dubai Police Cycling Team.
2019 wurde Safiya Al Sayegh zweifache UAE-Meisterin im Straßenradsport der Juniorinnen; im selben Jahr wurde sie Vierte des Straßenrennens bei den asiatischen Junioren-Straßenmeisterschaften. Sie startete hauptsächlich bei Rennen in Afrika und Asien, mit Ausnahme einer Teilnahme am irischen Radrennen Rás na mBan, auch fuhr sie Mountainbikerennen. Mehrfach belegte sie Podiumsplätze bei arabischen Meisterschaften, auf der Straße und auf der Bahn.
2022 errang Al Sayegh beide nationalen Titel in Straßenrennen und Einzelzeitfahren der Elite. Bei den U23-Asienmeisterschaften belegte sie im Einzelzeitfahren Rang drei, bei den Arabischen Meisterschaften Platz zwei im Straßenrennen hinter Ebtisam Zayed.
Ebenfalls 2022 erhielt sie einen Vertrag beim UAE Team ADQ. Damit ist sie die erste Frau ihres Landes bei der UCI Women’s WorldTour sowie dort die erste Radsportlerin im Hidschāb. Zudem ist sie der zweite Radsportler ihres Landes nach Yousef Mirza, der für ein WorldTeam startet. In einem Interview betonte Al Sayegh, sie empfinde ihre Verpflichtung als „eine große Ehre und auch eine große Verantwortung“. Sie wolle Mädchen, vor allem arabische und muslimische, ermutigen, Rad zu fahren und dies als Leistungsradsport zu betreiben.
Zu Einsätzen in der WorldTour kam Al Sayegh Ende 2023 in China und Anfang 2024 in Australien, wo sie unter anderem die Tour of Chongming Island und die Tour Down Under fuhr; letztere konnte sie nicht beenden. In beiden Jahren war sie wiederum Landesmeisterin in Straßenrennen und Einzelzeitfahren. Als erste Fahrerin ihres Landes fuhr sie im olympischen Straßenrennen 2024, schied aber unterwegs aus.

## Erfolge
2019
 Junioren-Meisterin der UAE – Straßenrennen, Einzelzeitfahren
2022
 Meisterin der UAE – Straßenrennen, Einzelzeitfahren
 U23-Asienmeisterschaft – Einzelzeitfahren
 Arabische Meisterschaften – Straßenrennen
2023
 Meisterin der UAE – Straßenrennen, Einzelzeitfahren
2024
 Meisterin der UAE – Straßenrennen, Einzelzeitfahren
2025
 Asienmeisterschaften – Einzelzeitfahren